# Tersilochinae

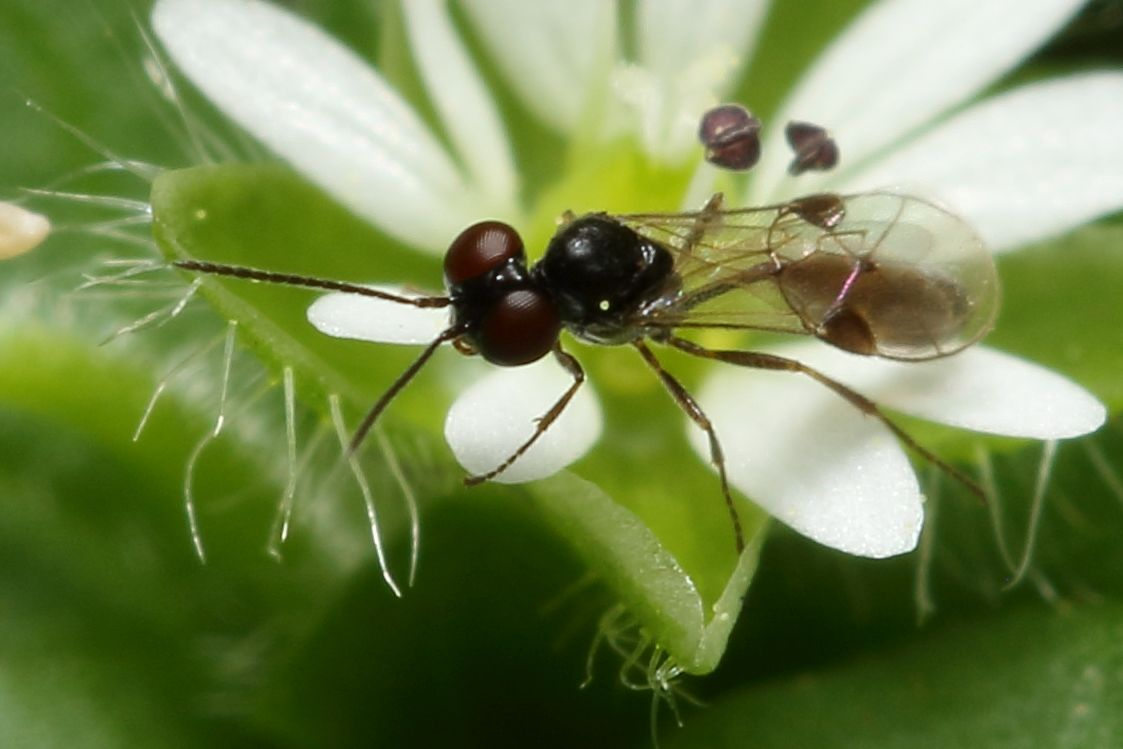

Tersilochinae (лат.) — подсемейство паразитических наездников семейства Ichneumonidae подотряда стебельчатобрюхие из отряда перепончатокрылые. Подсемейство насчитывает около 600 видов.

## Описание
Личинки — паразиты преимущественно жуков из семейств долгоносиков и листоедов (за исключением рода Gelanes, паразитирующего на пилильщиках сем. Xyelidae, некоторых видов рода Tersilochus, паразитирующих в минирующих гусеницах сем. Eriocraniidae, и одного вида рода Diaparsis, паразитирующего в галлообразующих пилильщиках рода Pontania). Некоторые виды используются для биологической борьбы с вредителями. Встречаются повсеместно.

## Классификация
Мировая фауна включает 32 рода и около 600 видов, в Палеарктике — 19 родов и около 300 видов. Фауна России включает 15 родов и около 170 видов наездников-ихневмонид этого подсемейства.

### Список родов
Роды подсемейства Tersilochinae
- Allophroides Horstmann, 1971
- Allophrys Förster, 1869[3]
- Aneuclis Förster, 1868
- Aotearoazeus Khalaim & Ward, 2018[4]
- Areyonga Gauld, 1984
- Australochus Khalaim, 2004
- Barycnellus Khalaim & Ward, 2018
- Barycnemis Förster, 1868[3]
- Ctenophion Horstmann, 2010[3]
- Diaparsis Förster, 1868
- Epistathmus Förster, 1868
- Gauldiana Khalaim & Ward, 2018
- Gelanes Horstmann, 1981
  - Gelanes horstmanni Khalaim, 2017
- Heterocola Förster, 1868
- Horstmannolochus Gauld, 1984
- Kiwi Khalaim & Ward, 2019[5] (младший омоним Kiwi Verheyen, 1960, птица)
- Labilochus Khalaim et al., 2017[6]
- Megalochus Khalaim & Broad, 2013[7]
- Meggoleus Townes, 1971
- Palpator Khalaim, 2006
- Petilochus Gauld, 1984
- Phradis Förster, 1868
- Probles Förster, 1868
- Sathropterus Förster, 1868[3]
- Slonopotamus Khalaim, 2011
- Spinolochus Horstmann, 1971[3]
- Stethantyx Townes, 1971[3]
  - Stethantyx covida
- Tersilochus Holmgren, 1858
- Zealochus Khalaim, 2004